# Spor (algebra)
 Der er for få eller ingen kildehenvisninger i denne artikel, hvilket er et problem. Du kan hjælpe ved at angive troværdige kilder til de påstande, som fremføres i artiklen.

 For alternative betydninger, se Spor. (Se også artikler, som begynder med Spor)
Ved sporet af en kvadratisk {\displaystyle n\times n} matrix {\displaystyle A} forstås summen af dens diagonale elementer,
{\displaystyle \mathrm {tr} (A)=a_{11}+a_{22}+\dots +a_{nn}=\sum _{i=1}^{n}a_{ii}\,.}
Notationen er afledt af det engelske ord «trace», som betyder «spor».
Sporet af en matrix er lig summen af dens egenværdier og er invariant under basisskifte.

## Eksempel
{\displaystyle \mathrm {tr} \left({\begin{bmatrix}-2&2&-4\\-1&1&3\\2&0&-1\end{bmatrix}}\right)=-2+1-1=-2.}

## Egenskaber
- Spor er en lineær operator, dvs.
 {\displaystyle \mathrm {tr} (A+B)=\mathrm {tr} (A)+\mathrm {tr} (B)\;,}
{\displaystyle \mathrm {tr} (cA)=c\;\mathrm {tr} (A)\;.} 
for vilkårlige kvadratiske matricer {\displaystyle A} and {\displaystyle B} og skalarer {\displaystyle c}.
- {\displaystyle \mathrm {tr} (A)=\mathrm {tr} (A^{\rm {T}})\;.}
- {\displaystyle \mathrm {tr} (AB)=\mathrm {tr} (BA)\;.}